# Supergruppo dell'epidoto
Il supergruppo dell'epidoto è un supergruppo di minerali costituito da diversi minerali suddivisi inizialmente in tre gruppi: il gruppo dell'epidoto, il gruppo dell'allanite e quello della dollaseite secondo uno schema aggiornato in seguito dall'Associazione Mineralogica Internazionale (IMA) con l'inserimento anche del gruppo dell'åskagenite:
| Gruppo                  | Minerali |
| ----------------------- | --- |
| Gruppo dell'allanite    | allanite-(Ce) · allanite-(La) · allanite-(Nd) · allanite-(Sm) · allanite-(Y) · androsite-(Ce) · dissakisite-(Ce) · dissakisite-(La) · ferriakasakaite-(Ce) · ferriakasakaite-(La) · ferriallanite-(Ce) · ferriallanite-(La) · ferriandrosite-(Ce) · ferriandrosite-(La) · manganiakasakaite-(La) · manganiandrosite-(Ce) · manganiandrosite-(La) · uedaite-(Ce) · vanadoakasakaite-(Ce) · vanadoallanite-(La) · vanadoandrosite-(Ce) |
| Gruppo dell'åskagenite  | åskagenite-(Nd) |
| Gruppo della dollaseite | dollaseite-(Ce) · khristovite-(Ce) · vielleaureite-(Ce) |
| Gruppo dell'epidoto     | clinozoisite · epidoto · epidoto-(Sr) · hancockite · heflikite · mukhinite · niigataite · piemontite · piemontite-(Pb) · piemontite-(Sr) · tweddillite |

I minerali del gruppo della dollaseite derivano da una ridefinizione dell'originale "dollaseite".